# Chris Peters
Christiaan Anthonius Maria Chris Peters (Hillegom, 8 de março de 1949) é um matemático neerlandês , que trabalha com geometria algébrica.
Petersobteve um doutorado em 1974 na Universidade de Leiden, orientado por Antonius van de Ven, com a tese The local Torelli theorem of some cyclic branched coverings. É desde 1994 professor na Universidade Grenoble-Alpes.

## Obras
- com Klaus Hulek, Miles Reid, Fabrizio Catanese (Ed.): New Trends in Algebraic Geometry. Cambridge University Press, 1999.
- com José Bertin, Jean-Pierre Demailly, Luc Illusie: Introduction to Hodge Theory. SMF/AMS, 2002 (zuerst in Französisch in der Reihe Panoramas et synthèses der SMF 1996).
- com Wolf Barth, Klaus Hulek: Compact complex surfaces. 2. Auflage. Springer, 2003.
- com James Carleson, Stefan Müller-Stach: Period mappings and period domains. Cambridge University Press, 2003.
- com Müller-Stach (Hrsg.): Transcendental Aspects of Algebraic Cycles. (= Proceedings of the Grenoble Summer School. 2001). Cambridge University Press 2004 (darin von Peters mit Siegmund Kosarew: Introduction to Lawson Homology).
- com Jan Nagel (Hrsg.): Algebraic Cycles and Motives. London Mathematical Society Lecture Notes, Cambridge University Press 2007.
- com Joseph H. M. Steenbrink: Mixed Hodge Structures (= Ergebnisse der Mathematik und ihrer Grenzgebiete.) Springer, 2008.
- Tata Lectures on motivic aspects of Hodge theory. Narosa Publ./AMS, 2010.
- com Jan Nagel, Jacob Murre: Lectures on the theory of pure motives. American Mathematical Society, 2013.